# Ярдли, Джим
Джим Ярдли (англ. Jim Yardley, 18 июня 1964 года) — американский журналист, работавший в Риме, Нью-Дели и разных городах Китая для New York Times. В 2006 году он совместно с коллегой  Джозефом Каном  выиграл  Пулитцеровскую премию за международный репортаж  за серию статей «Власть по закону».

## Биография
Джим Ярдли родился в Нью-Йорке 18 июня 1964 года, но уже через шесть недель его семья переехала в Северную Каролину. В 1986 году юноша окончил Университет штата в Чапел-Хилле со степенью бакалавра истории.
С 1990 по 1997 год Ярдли работал национальным корреспондентом в Atlanta Journal-Constitution. Путешествуя между Атлантой, Бирмингемом и Новым Орлеаном, он освещал для издания региональную и национальную политические повестки. Параллельно Ярдли работал в газете Anniston Star в Алабаме и газетах в округе Фэйрфакс. Его журнальные статьи появлялись в New York Times Magazine, Oxford American, Essence и Redbook.
Журналист присоединился к New York Times в 1997 году, получив позицию репортёра в отделе национальных и городских новостей. С 2003 года Ярдли более 13 лет провёл за границей в качестве иностранного корреспондента издания. Из них четыре года работал в Риме начальником южно-европейского бюро, четыре года — в Нью-Дели в качестве начальника индийского, шесть лет служил руководителем филиала в Китае. Во время поездок по Азии он писал статьи о социальных волнениях и растущей проблеме загрязнения окружающей среды. В 2004 году Джим Ярдли и его напарник Джозеф Кан выиграли премию Гарри Чапина для медиа за серию статей о растущем разрыве в благосостоянии и вспышках массовых протестов в Китае. Через год они описали несправедливость китайской системы правосудия в серии статей «Власть по закону», которая принесла им Пулитцеровскую премию за международный репортаж 2006-го.
По заданию New York Times Ярдли путешествовал вдоль побережья Хуанхэ, чтобы задокументировать ущерб, нанесённый быстрым экономическим ростом в Китае. Журналист также освещал ценовую войну между магазинами лапши в промышленном городе Ланьчжоу. Переехав в Индию, он описал трудности жителей трущоб Дхарави, подготовил и представил серию статей о небезопасных условиях труда на текстильных фабриках в Бангладеш. В 2014 году его вклад в освещение проблем отметили жюри премий Джорджа Полка и Джеральда Леба. 
За свою карьеру журналист выиграл или разделил Премию Грэнтэма, Награду Sigma Delta Chi и Премию Клуба зарубежных корреспондентов за освещение вопросов окружающей среды. Он неоднократно выступал на общественных дискуссиях о Китае в качестве эксперта, писал статьи для HuffPost News и других изданий.